# Ragazzo da parete
Ragazzo da parete (The Perks of Being a Wallflower), conosciuto anche col nuovo titolo Noi siamo infinito  (riedizione italiana del 2012 successiva al film), è un romanzo epistolare scritto dallo sceneggiatore e regista statunitense Stephen Chbosky, pubblicato il 1º febbraio 1999 da Pocket Books. Ambientato nei primi anni novanta, il romanzo è narrato dal punto di vista di un adolescente introverso e attento conosciuto sotto lo pseudonimo di "Charlie", che descrive il suo primo anno di liceo.
La storia esplora temi come l'introversione ed il difficile periodo dell'adolescenza, toccando brevemente anche il tema del consumo di droga e le esperienze di Charlie con questa. Nel corso del racconto si fa riferimento a varie opere di letteratura e cinema, delle quali si discute il significato.
La storia si svolge nella periferia di Pittsburgh durante l'anno scolastico 1991-1992, quando Charlie è una matricola del liceo. Charlie è il wallflower (tappezzeria) del titolo: il termine indica una persona timida che, specie durante le feste, resta poggiata al muro. Egli è un pensatore non convenzionale, è timido e impopolare.
Il romanzo è il terzo nella lista della American Library Association dei dieci libri più contestati del 2009, soprattutto a causa del trattamento di tematiche quali droga, omosessualità, sesso, suicidio e pedofilia.
Il romanzo viene pubblicato in Italia nel 2006 con il titolo Ragazzo da parete. Nel 2012, in seguito all'uscita della trasposizione cinematografica del romanzo, il cui titolo italiano è reso Noi siamo infinito, è stata pubblicata una riedizione del romanzo con lo stesso titolo, mentre Ragazzo da parete è stato mantenuto come sottotitolo.

## Trama
Protagonista e narratore del libro è un quindicenne di nome Charlie (in realtà uno pseudonimo, come quello di tutti i personaggi nominati nel romanzo), che racconta il suo primo anno al liceo tra il 1991 e il 1992 attraverso delle lettere che invia a un destinatario sconosciuto da lui chiamato semplicemente "amico". Nelle lettere Charlie parla di due esperienze traumatiche che hanno segnato la sua vita: il suicidio del suo unico amico delle medie e la morte per incidente di sua zia Helen, a cui era molto affezionato.
Charlie è definito un "ragazzo da parete" in quanto la sua timidezza gli impedisce di essere socialmente attivo e perlopiù si limita a osservare le persone che lo circondano. All'inizio dell'anno scolastico Charlie riesce a instaurare un legame con Bill, il suo insegnante di inglese, che si accorge della passione e del talento del ragazzo per la lettura e scrittura; successivamente Charlie fa amicizia con due ragazzi dell'ultimo anno, i fratellastri Patrick e Sam. Charlie si innamora rapidamente di Sam, che da bambina è stata abusata sessualmente, e lei, pur non ricambiando i suoi sentimenti, bacia Charlie per assicurarsi che il suo primo bacio sia da parte di qualcuno che lo ama davvero.
In una circostanza, Charlie vede il ragazzo di sua sorella colpirla in faccia durante un litigio, ma lei gli proibisce di dirlo ai loro genitori. Questi ultimi lo vengono a sapere quando Charlie menziona l'accaduto a Bill e ciò porta al deteriorarsi del rapporto tra Charlie e sua sorella; lei continua a vedere il suo ragazzo nonostante il divieto dei genitori, finché non rimane incinta e rompe con lui, facendosi accompagnare da Charlie ad abortire senza dire niente a nessuno.
Charlie continua a frequentare il gruppo di amici di Sam e Patrick, iniziando a sperimentare tabacco, alcol e droghe; l'abuso di sostanze risveglia i suoi sensi di colpa per la morte di Helen, avvenuta in un incidente d'auto mentre andava a comprargli un regalo di compleanno. Durante uno spettacolo di Rocky Horror Picture Show (che Sam e Patrick mettono in scena regolarmente), a Charlie viene chiesto di interpretare Rocky; la loro amica Mary Elizabeth ne è colpita e invita Charlie ad un ballo scolastico, in seguito al quale i due iniziano una relazione saltuaria, in cui Charlie non si sente coinvolto. Durante un gioco di obbligo o verità, Charlie viene "obbligato" a baciare la ragazza più carina della stanza e sceglie Sam piuttosto che Mary Elizabeth: in seguito a ciò, Charlie viene allontanato dal gruppo.
Patrick ha una relazione segreta con Brad, un giocatore di football, ma, quando il padre violento di Brad li scopre, il ragazzo inizia a ignorare e trattare freddamente Patrick. Quest'ultimo cerca inutilmente di ricucire i rapporti, finché Brad non lo insulta con un termine omofobo in pubblico. La situazione degenera in una rissa nella quale Patrick ha la peggio, venendo difeso da Charlie che così riguadagna il rispetto di Sam e degli altri amici. Patrick sprofonda nell'abuso di alcol e droghe e arriva a baciare impulsivamente Charlie, riuscendo a riprendersi dalla relazione dopo aver visto Brad con un altro ragazzo.
Alla fine dell'anno scolastico, Charlie è preoccupato per l'imminente partenza per il college dei suoi amici. Sam apprende che il suo ragazzo l'ha tradita e tronca con lui; successivamente parla con Charlie dei sentimenti che lui prova per lei, accusandolo di non averli mai dimostrati. I due iniziano ad impegnarsi sessualmente, ma Charlie improvvisamente si sente a disagio e ferma Sam. Il ragazzo realizza che sono stati risvegliati in lui ricordi repressi relativi alla zia Helen, che lo molestò quando era piccolo. 
Charlie soffre di disturbo da stress post traumatico e viene trovato dai genitori in uno stato catatonico, ragion per cui viene ricoverato in un ospedale psichiatrico dove emerge il trauma dell'abuso sessuale subito da parte di Helen che aveva represso inconsciamente. Due mesi dopo Charlie viene rilasciato e si incontra con Sam e Patrick, esprimendo l'intenzione di prendere le redini della sua vita.

## Opere citate
Nel libro vengono citate e analizzate diverse opere.

### Letteratura
- Il buio oltre la siepe di Harper Lee
- Di qua dal Paradiso di Francis Scott Fitzgerald
- Pace separata di John Knowles
- Peter e Wendy di J. M. Barrie
- Il grande Gatsby di Francis Scott Fitzgerald
- Il giovane Holden di J. D. Salinger
- Sulla strada di Jack Kerouac
- Pasto nudo di William S. Burroughs
- Walden ovvero Vita nei boschi di Henry David Thoreau
- Amleto di William Shakespeare
- Lo straniero di Albert Camus
- La fonte meravigliosa di Ayn Rand

Il libro inoltre fa riferimento a un libro di poesie di Edward Estlin Cummings, a The Mayor of Castro Street di Randy Shilts, a un libro di Anne Rice, e all'autobiografia di una donna che era un personaggio di Reds, molto probabilmente Emma Goldman. Anche la poesia A Person/ A Paper/ A Promise Remembered di Patrick Comeaux è menzionata.

### Film
- The Rocky Horror Picture Show
- La vita è meravigliosa
- Per favore, non toccate le vecchiette
- Reds
- Il buio oltre la siepe
- Il laureato
- Harold e Maude
- La mia vita a quattro zampe
- L'attimo fuggente
- The Unbelievable Truth
- Hannah e le sue sorelle
- La notte dei morti viventi

### Serie televisive
- Saturday Night Live
- Love Boat
- Fantasilandia
- M*A*S*H
- Gomer Pyle, U.S.M.C.

### Musica
- Pearly-Dewdrops' Drops dei Cocteau Twins
- Asleep degli Smiths
- Blackbird dei Beatles
- MLK degli U2
- Landslide dei Fleetwood Mac (sostituita, nella scena del tunnel del film, con Heroes di David Bowie)
- Smells Like Teen Spirit dei Nirvana
- Vapour Trail dei Ride
- Scarborough Fair, nella versione di Simon and Garfunkel
- A Whiter Shade of Pale dei Procol Harum
- Time of No Reply di Nick Drake
- Dear Prudence dei Beatles
- Gypsy di Suzanne Vega
- Nights in White Satin dei The Moody Blues
- Daydream degli Smashing Pumpkins
- Dusk dei Genesis
- Something dei Beatles
- Broken Wings di Mr. Mister
- I'm Going Home, cantata da Tim Curry come Frank-N-Furter in The Rocky Horror Picture Show
- Another Brick in the Wall-Part II dei Pink Floyd
- Come On Eileen dei Dexys Midnight Runners

Autumn Leaves non è la canzone di Nat King Cole, ma semplicemente il nome della raccolta di canzoni che "un ragazzo" ha inciso su cassetta per la sorella di Charlie.
Altri gruppi musicali e artisti sono citati senza riferimento ad un brano specifico, tra cui Village People, Blondie, Jim Morrison, John Lennon, The Slits e Billie Holiday.

## Adattamento cinematografico
La società di produzione Mr. Mudd ha sviluppato una versione cinematografica del romanzo, distribuita da Summit Entertainment nel 2012. I produttori, John Malkovich, Lianne Halfon e Russell Smith, hanno ingaggiato l'autore del romanzo Stephen Chbosky per scrivere la sceneggiatura e dirigere il film. Le riprese si sono tenute a Peters Township, Pennsylvania. Tra gli attori si contano Logan Lerman (Charlie), Emma Watson (Sam), Nina Dobrev (Candace) ed Ezra Miller (Patrick).

## Edizioni
- Stephen Chbosky, Ragazzo da parete, traduzione di Chiara Brovelli, Milano, Frassinelli, 2006,  p. 271, ISBN 978-88-7684-903-9.
- Stephen Chbosky, Noi siamo infinito: Ragazzo da parete, traduzione di Chiara Brovelli, Milano, Sperling & Kupfer, 2012,  p. 272, ISBN 978-88-200-5322-2.